# بلد أجنبي (فلم هندي)
بلد أجنبي (بالإنجليزية: Pardes) هو فيلم موسيقي رومانسي هندي باللغة الهندية عام 1997 من إخراج وإنتاج ومشاركة سوبهاش غاي وتوزيع موكتا آرتس، وهو من بطولة شاه روخ خان والوافدين الجدد ماهيما تشودري وأبورفا أجنهوتري في الأدوار الرئيسية، مع ألوك ناث وأمريش بوري وهيماني شيفبوري في الأدوار الداعمة. تم تصوير الفيلم في مواقع مختلفة في الولايات المتحدة (لوس أنجلوس ولاس فيجاس) وكندا (كولومبيا البريطانية، بما في ذلك فانكوفر) والهند (أوتاراخاند وأوتار براديش، بما في ذلك أغرا).
تم عرض الفيلم في دور العرض الهندية في 8 أغسطس 1997. وقد تلقى الفيلم مراجعات متباينة إلى إيجابية من النقاد، مع الثناء على موسيقاه التصويرية وأداء خان وتشودري وأجنيهوتري؛ ومع ذلك، تلقى قصته وسيناريو الفيلم انتقادات. حقق الفيلم أكثر من 409 مليون روبية (4.9 مليون دولار أمريكي) على مستوى العالم، وبرز كنجاح تجاري في شباك التذاكر، واحتل المرتبة الرابعة بين أعلى الأفلام ربحًا في العام، بعد Dil To Pagal Hai (بطولة خان أيضًا)، وBorder، وIshq.
في حفل توزيع جوائز فيلم فير الثالث والأربعين، تلقى الفيلم 12 ترشيحًا، بما في ذلك أفضل فيلم، وأفضل مخرج (جاي) وأفضل ممثلة (تشودري)، وفاز بثلاث جوائز - أفضل ظهور لأول مرة (تشودري)، وأفضل مغنية (ألكا ياجنيك عن "ميري محبوبة") وأفضل سيناريو (جاي).
تم إعادة إنتاج الفيلم باللغة التيلجو تحت اسم Pelli Kanuka (1998) بطولة جاجاباتي بابو ولاكشمي وبانوماثي راماكريشنا. تم إصداره عشية الاحتفال بالذكرى الخمسين لاستقلال الهند.

## القصة
يرحب سوراج ديف بصديق طفولته، كيشوريلال، الذي يزور الهند بعد سنوات عديدة. يقضي كيشوريلال وقتًا في منزل سوراج في قريته، وينبهر بقيم ابنته جانجا. يسعى إلى تزويجها لابنه راجيف، ويعود إلى الولايات المتحدة ويرسل ابنه المتبنى، أرجون، إلى الهند.
يبدأ أرجون في "تغريب" أسرة جانجا، ويصل راجيف إلى الهند بعد بضعة أيام. يشعر راجيف بالصدمة في البداية من العادات والتقاليد الهندية، على الرغم من موافقته على جانجا. تلجأ جانجا إلى أرجون لفهم راجيف بشكل أفضل، لكنه يرسم لها صورة مثالية لراجيف. توافق جانجا أيضًا على الزواج، وتغادر إلى الولايات المتحدة مع عائلة راجيف، بعد خطوبتها.
في الولايات المتحدة، تكون عائلة راجيف الممتدة باردة تجاه جانجا، التي يعتبرونها جزءًا من أسرتهم الأمريكية. تبدأ جانجا في الاعتماد على أرجون للدعم العاطفي، ويصبح الاثنان قريبين. تخرج رذائل راجيف إلى النور، حيث تدرك جانجا أنه مدمن كحول ومحب للنساء. تصل الأمور إلى ذروتها عندما يصر راجيف على أن تنام جانجا معه قبل الزواج، أثناء رحلة إلى لاس فيجاس. تعلن جانجا عن رغبتها في الامتناع عن ممارسة الجنس حتى يتزوجا، لكن راجيف يفرض نفسه عليها في حالة سكر، حتى أنه يقول أشياء مهينة عن الهند. تشعر جانجا بالإهانة، فتصفع راجيف ثم تلغي العلاقة بالتخلص من خاتمها. نتيجة لذلك، يصفع راجيف جانجا ويغتصبها، التي تقاوم وتجرح راجيف ثم تهرب. يجدها أرجون تبكي في محطة القطار، ويطير بها بأمان إلى الهند.
عند العودة إلى القرية في الهند، يحاول والد جانجا، معتقدًا أن أرجون وجانجا هربا، قتل أرجون وجانجا لخيانتهما لهما. لاحقًا، يصل راجيف وكيشوريلال أيضًا إلى القرية في الهند، حيث اجتمعت جانجا مع عائلتها. ينتهي الأمر بأرجون وراجيف بالقتال، حيث ينزف أرجون بشدة، لكن كيشوريلال يتدخل. يطلب تفسيرًا من أرجون، الذي رباه كابنه لكنه يعتقد أنه خانه على ما يبدو من خلال "الهروب" مع جانجا. يوضح أرجون أنه كان يحمي جانجا فقط من راجيف ولم يكن يحاول الهروب معها على الرغم من أنه يعترف بحبه لها. بعد مغادرة أرجون، تؤكد جانجا قصته من خلال إظهار العلامات على جسدها من اعتداء راجيف. يشعر كيشوريلال بالحرج ويأمر راجيف بالعودة إلى الولايات المتحدة. يلغي زفاف جانجا مع راجيف، وتنتهي بها الحال بالزواج من أرجون بدلاً من ذلك. يعود الاثنان إلى الولايات المتحدة، حيث يعيشان حياة زوجية سعيدة.

## الممثلون
- شاه روخ خان بدور أرجون ساجار، ابن كيشوريلال بالتبني
- مهيما شودري في دور كوسوم جانجا
- أبورفا أغنيهوتري بدور راجيف، الابن البيولوجي لكيشوريلال
- أمريش بوري بدور كيشوريلال، حاضن أرجون والأب البيولوجي لراجيف.
- ألوك ناث بدور سوراج ديف، والد جانجا.
- بادمافاتي راو بدور نارمادا
- دينا باثاك بدور دادي ماء
- هيماني شيفبوري بدور كولوانتي
- مادهوري بهاتيا بدور نيتا سانديبلال، عمة أرجون بالتبني.
- سميتا جايكار بدور بادما
- باوان مالهوترا بدور شرفات علي
- حفظ براتشي بدور داكشا
- أديتيا نارايان بدور بوتلا
- اجاي ناجراث بدور دابو
- سامتا ساجار في دور سونالي شاهي
- سوبهاش غاي كمغني في قارب
- ريمو ديسوزا بدور راقص
- راكيش ثريجا في دور شيخار بول، صديق راجيف.
- رشد ناريمان داروالا في دور فيكرانت باتاك، صديق بوتلا.
- عكاش في دور كارناتاكي
- ريشا أندرسون في دور كيلي، صديقة راجيف السابقة.
- سوخويندر سينغ شاهال في دور رامو
- ديباك قصير في دور أميرشاند
- فينود راوت في دور غاريبشاند
- أناند بالراج في دور مانوشاند

## الموسيقى التصويرية
تم تأليف الموسيقى التصويرية من قبل Nadeem-Shravan وكتب كلمات الأغاني أناند باكشي. عن عملهما، حصل Nadeem-Shravan على ترشيح لجائزة فيلم فير لأفضل مخرج موسيقي وفاز بجائزة الشاشة لأفضل مخرج موسيقي. كان هذا هو الألبوم الوحيد الذي غنت فيه K.S. Chithra أغنية هندية لناديم-Shravan. وفقًا لموقع التجارة الهندي Box Office India، مع بيع حوالي 6 ملايين وحدة، كان ألبوم الموسيقى التصويرية لهذا الفيلم هو ثاني أعلى مبيعات لهذا العام. تم إصدار الموسيقى التصويرية لفيلم Pardes، وكانت المسارات تحتوي على أنواع مختلفة من الأغاني؛ أغاني ("I Love My India" و"Meri Mehbooba")، وأغاني الحب ("Do Dil Mil Rahe Hain") و Qawwali ("Nahin Hona Tha)" و Pop ("My first Day In America") و Pain ("Ye Dil Deewana"). بدأت Planet Bollywood المراجعة بقولها، "موسيقى Pardes هي الأفضل على الإطلاق لـ Nadeem-Shravan.
قائمة التشغيل
| رقم | العنوان                    | المغنيون                                                             |
| --- | -------------------------- | -------------------------------------------------------------------- |
| 1   | "Do Dil Mil Rahe Hain"     | كومار سانو                                                           |
| 2   | "Meri Mehbooba"            | Kumar Sanu, ألكا ياجنيك                                              |
| 3   | "Yeh Dil Deewana"          | سونو نيجام، Hema Sardesai & شانكار ماهاديفان                         |
| 4   | "I Love My India"          | Kavita Krishnamurthy، Hariharan، أديتيا نارايان ‏ & Shankar Mahadevan |
| 5   | "Jahan Piya Wahan Main"    | K. S. Chithra, Shankar Mahadevan                                     |
| 6   | "Nahin Hona Tha"           | Alka Yagnik, أوديت نارايان, Hema Sardesai & Sabri Brothers           |
| 7   | "My First Day In U.S.A"    | Hema Sardesai                                                        |
| 8   | "I Love My India" (Female) | Kavita Krishnamurthy                                                 |
| 9   | "Title Music"              | Sapna Awasthi                                                        |

## شباك التذاكر
حقق فيلم بارديس إيرادات بلغت 34.83 كرور روبية في الهند و1.7 مليون دولار (6.12 كرور روبية) في الخارج، بإجمالي عالمي بلغ 40.95 كرور روبية (11.4 مليون دولار)، مقابل ميزانيته البالغة 10 كرور روبية. حقق الفيلم إيرادات بلغت 3.4 كرور روبية في عطلة نهاية الأسبوع الافتتاحية، وحقق إيرادات بلغت 6.19 كرور روبية في أسبوعه الأول. وهو رابع أعلى فيلم إيرادات في الهند عام 1997.

## وصلات خارجية
- مقالات تستعمل روابط فنية بلا صلة مع ويكي بيانات